# Manuel Gonçalves Cerejeira
Manuel Gonçalves Cerejeira (Lousado, Vila Nova de Famalicão, 29 de novembre de 1888 – Lisboa, 1 d'agost de 1977) va ser un religiós catòlic portuguès, patriarca de Lisboa entre 1929 i 1977.

## Biografia
Nascut el 29 de novembre de 1888 a Lousado, va estudiar a la Universitat de Coïmbra, en la qual havia ingressat al setembre de 1909 per estudiar Teologia. Cerejeira i Salazar, l'amistat del qual es remuntava als seus anys en el Seminari Diocesà de Viseu, van fundar el 1912 a la universitat l'organització catòlica opositora Centro Academica dona Democraçia Cristão i s'acabarien convertint en figures prominents del Centre Catòlic Portuguès liderat per Lino Dato. Va ser patriarca de l'arxidiòcesi de Lisboa entre el 22 de gener de 1929 i el 29 de juny de 1971.
Va morir l'1 d'agost de 1977 a Lisboa.